# Телевидение в Никарагуа
Телевидение в Никарагуа входит в число средств массовой информации Никарагуа.

## История
Чёрно-белое телевещание в стране было организовано в июле 1956 года при технической помощи США. Для обеспечения его функционирования была создана правительственная служба - Управление национального радио и телевидения, офис которой находился в Манагуа.
В 1964 году в стране было 10 000 телевизоров.
В октябре 1965 года была создана компания «Televicentro de Nicaragua S.A.» (владельцами которой стало семейство Сакаса), в марте 1966 года начавшая телевещание на втором телеканале ("Canal 2").
К концу 1967 года в стране действовали пять телеканалов и две телевизионные станции, у населения имелось 25 тыс. телевизоров.
В 1971 году в стране действовали четыре телевизионные станции (из них две правительственные).
В ходе землетрясения 23 декабря 1972 года столичная телевизионная станция пострадала, но в дальнейшем её работа была восстановлена. В ходе ремонта оборудование было обновлено, и в 1973 году началось цветное телевещание.
После победы Сандинистской революции летом 1979 года телевизионные станции были национализированы, в стране была создана государственная телекомпания "Sistema Sandinista de Televisión" (SSTV). Телевидение было задействовано в кампании по ликвидации неграмотности.
В начале 1980-х годов в дополнение к трём ранее действовавшим в стране телестанциям был построен ретрансляционный телевизионный центр в городе Блуфилдс. В июле 1986 года возле Манагуа была введена в эксплуатацию наземная станция космической связи "Интерспутник", построенная при технической помощи СССР.
В 1980е годы появилось кабельное телевидение. В 1989 году второй телеканал ("Canal 2") был возвращён семье Сакаса.
В 1993 году в стране действовали два телевизионных передатчика.
В 2010 году трансляцию телепрограмм осуществляли компании «Televicentro de Nicaragua», «Telenica» (основана в 1989 году) и «Radio y Televisión de Nicaragua».
Также как Коста-Рика, Никарагуа перешла на японский стандарт цифрового телевидения ISDB-T. 23 февраля 2007 года Никарагуа вступила в Боливарианский Альянс для народов нашей Америки (ALBA). В декабре 2007 года была заключена договоренность с Ираном о показе в Никарагуа кинопродукции иранского производства. После подписания 13 января 2022 года меморандума о сотрудничестве Никарагуа с проектом "Один пояс и один путь" здесь началось вещание телеканала CCTV.